# Villanueva de Argaño
Villanueva de Argaño é um município da Espanha na província de Burgos, comunidade autónoma de Castela e Leão, de área 7,83 km² com população de 126 habitantes (2004) e densidade populacional de 16,09 hab/km².

## Demografia
| Variação demográfica do município entre 1991 e 2004 | Variação demográfica do município entre 1991 e 2004 | Variação demográfica do município entre 1991 e 2004 | Variação demográfica do município entre 1991 e 2004 |
| --------------------------------------------------- | --------------------------------------------------- | --------------------------------------------------- | --------------------------------------------------- |
| 1991                                                | 1996                                                | 2001                                                | 2004                                                |
| 116                                                 | 117                                                 | 126                                                 | 126                                                 |